# 1596 en musique classique
| \| • Retour à la chronologie générale de la musique classique • \| |
| Grèce • Rome • Haut Moyen Âge • VIIIe siècle • IXe siècle • Xe siècle • XIe siècle XIIe siècle • XIIIe siècle • XIVe siècle • XVe siècle • XVIe siècle • XVIIe siècle XVIIIe siècle • XIXe siècle • XXe siècle • XXIe siècle |
| • Retour à la chronologie générale de la musique classique • |

| Années en musique classique : 1593 - 1594 - 1595 - 1596 - 1597 - 1598 - 1599    |
| Décennies en musique classique : 1560 - 1570 - 1580 - 1590 - 1600 - 1610 - 1620 |

## Œuvres
- Canzonette a 3 voci ...intavolate per sonar di liuto, d'Alessandro Orologio, publié à Venise.
- Quatrième livre de madrigaux, de Carlo Gesualdo, publié par Baldini, éditeur de la cour de Ferrare.
- Primo libro de madrigali a sei voci, de Peter Philips.

## Naissances
- 4 septembre : Constantin Huygens, homme d'État, poète et compositeur néerlandais († 28 mars 1687).

Date indéterminée :
- Giovanni Rovetta, prêtre et compositeur italien († 23 octobre 1668).

## Décès
- 29 février : Philippe Rogier, compositeur espagnol (° 1561).
- 5 mai : Paolo Isnardi, chef de chœur et  compositeur italien.
- 6 mai : Jacques de Wert, compositeur franco-flamand. (° 1535)